# Ibadan Records
Ibadan Records est un label de musique deep house new-yorkais fondé en 1995 par Jerome Sydenham et Christine Pedersen.
Un des morceaux les plus célèbres sortis sur ce label est sans doute Sandcastles de Dennis Ferrer et Jerome Sydenham, sorti en 2003, réédité sur le label anglais Defected et nommé dans trois catégories aux House Music Awards en 2005.
Parmi les sous-labels de Ibadan Records figurent Public Service Records, UK Promotions et Bolshevik, ce dernier étant spécialisé dans la parution de bootlegs.

## Artistes
- Jerome Sydenham
- Dennis Ferrer
- Kerri Chandler
- Joe Claussell
- Danny Krivit
- Mikael Nordren alias Tiger Stripes
- Slam Mode
- Ten City
- DJ Oji
- Hiroshi Watanabe alias 32 Project
- Jephté Guillaume
- Vince Watson
- T-Kolai
- Nature Soul